# Radbot xứ Klettgau
Radbot, Bá tước xứ Klettgau (khoảng 985 – 1045) là Graf (Bá tước) của Bá quốc Klettgau, nằm trên sông High Rhine ở Swabia. Radbot là một trong những tổ tiên của Vương tộc Habsburg, và ông đã chọn đặt tên cho lâu đài của mình là Habsburg, và sau này, gia tộc đã lấy họ và tên triều đại theo tên của lâu đài.
Radbot có lẽ là con trai thứ hai của Lanzelin xứ Klettgau (con trai của Guntram, Bá tước xứ Breisgau) và là em trai của Giám mục Werner I xứ Strasbourg. Năm 1010, ông kết hôn với Ida (trước 979–1035), con gái của Công tước Frederick I xứ Thượng Lorraine và Beatrice của Pháp. Con trai của họ là Werner I, Bá tước xứ Klettgau.
Radbot là người đã khởi công cho xây dựng Lâu đài Habsburg, và thành lập Tu viện Muri vào năm 1027, được xây dựng bởi các tu sĩ Biển Đức xuất thân từ Tu viện Einsiedeln.